# Off Spin

Animation eines Off Breaks.

Off Spin ist ein Fachbegriff des Cricketsports und bezeichnet eine spezielle Art, den Ball zu bowlen. Als Unterart des Spin bowlings wird der Ball von einem Rechtshänder gebowlt und die sogenannte Finger-Spin-Technik verwendet.
Der Bowler nutzt seine Finger, um die Drift zu erzeugen. Die Drift ist dabei meist weniger stark als beim Leg Spin. Dazu spreizt der Bowler entlang der Naht des Balles seine Zeige- und Mittelfinger seiner Wurfhand und der Ringfinger dient als weiter Kontaktfläche in der Hand. Beim Verlassen des Balls aus der Hand wird der Ball durch den Zeigefinger kontrolliert und durch das Drehen von Handgelenk und Zeigefinger dafür gesorgt, dass der Ball sich im Uhrzeigersinn dreht.
Der Ball verlässt die Hand des Bowlers mit Geschwindigkeiten die normalerweise langsamer als 90 km/h sind. So liegt die Gefahr hier nicht in der Geschwindigkeit wie beim Pace Bowling, sondern im Spin, den der Ball mit bekommt. Durch den Spin verändert der Ball seine Bewegungsrichtung, nachdem er auf dem Boden aufgekommen ist. Bei einem Off Spin dreht der Ball vom rechtshändigen Bowler aus gesehen nach rechts.
Off Spin gilt deshalb allgemein als weniger gefährlich als Leg Spin Bowling. Hinzu kommt, dass der Off Spinner meist ein geringeres Repertoire von verschiedenen Wurftechniken hat. Andererseits ist die Wurfgeschwindigkeit und Genauigkeit des Bowlers höher, so dass größere Möglichkeiten bestehen, auf diese Weise die verschiedenen Würfe des Overs zu variieren.

## Bekannte Off Spinner
Folgende Pace Bowler sind in die ICC Cricket Hall of Fame aufgenommen worden.
- Lance Gibbs
- Jim Laker
- Muttiah Muralitharan
- Lisa Sthalekar
- Betty Wilson